# عزت‌الله یوسفیان ملا
عزت‌الله یوسفیان ملا (زادهٔ ۱۳۳۲ (خورشیدی) در آمل) نمایندهٔ حوزهٔ انتخابیهٔ آمل و لاریجان در ادوار هفتم، هشتم، نهم و دهم مجلس شورای اسلامی است.

## تحصیلات و سوابق اجرایی
وی دارای لیسانس حقوق دانشگاه شهید بهشتی، فوق لیسانس جزا و جرم‌شناسی دانشگاه تهران و دکترای مدیریت دانشگاه آزاد اسلامی تهران است.
یوسفیان دادستان عمومی و انقلاب، رئیس سابق دادگستری آمل، مدیر کل قوه قضائیه و معاونت آموزش و تحقیقات قوه قضائیه بود و سابقه عضویت در کمیسیون قضایی را دارد. یوسفیان رئیس کمیسیون تدوین آیین‌نامه داخلی مجلس نهم، عضو دائم کمیسیون برنامه و بودجه و محاسبات مجلس و عضو دائم ستاد مبارزه با مفاسد اقتصادی است. یوسفیان پیشتر مدیر کل دبیر خانه قوه قضاییه و نایب رئیس کمیسیون نظارت بر مجلس بود. وی عضو دائم برنامه عمران ملل متحد است.

## مسائل مرتبط

### دیدگاه و نظرات
- منحل کردن صرافی‌ها از نظر قانونی غیرممکن بود.[۲]
- وی معتقد است دستگیری قضات فاسد از سوی قوه قضائیه موجب افزایش اعتماد عمومی و پیشگیری از وقوع جرم می شود.
- وی در ارتباط با نه میلیارد دلار، افشاگری نمود و در ارتباط با گم‌شدن ۹ میلیارد دلار ارز ۴۲۰۰ تومانی در مصاحبه با رسانه‌ها گفته بود ۱۱ میلیارد دلار ارز دولتی برای واردات کالاهای اساسی اختصاص‌یافته است که از این مبلغ مشخص نیست نزدیک به ۹ میلیارد دلار چه شده است.

### اتهام رانت شغلی فرزند
در مهرماه ۱۳۹۶ منابع خبری یوسفیان ملا را تلویحاً به سوءاستفاده از قدرت و رانت در استخدام دختر خود، زهره یوسفیان ملا، به عضویت هیئت علمی پژوهشگاه صنعت نفت متهم کردند که با نامه مستقیم وزیر نفت وقت بیژن زنگنه صورت گرفته بود. زنگنه در برنامه تلویزیونی حالا خورشید از این تصمیم دفاع کرد و در پاسخ رضا رشیدپور مجری برنامه گفت «این خانم پی‌اچ‌دی داشته… فرق کسی که پی‌اچ‌دی دارد را با یک لیسانسه بدانیم» و رشیدپور هم پاسخ داد «فرق یک دختر نماینده را هم با افراد عادی بدانیم».